# Kayden Wolff
Kayden Wolff (Almere, 19 juni 2006) is een Nederlands voetballer van Surinaamse afkomst die doorgaans speelt als middenvelder. Hij staat onder contract bij Ajax, uitkomend voor Jong Ajax.

## Clubcarrière
Wolff werd gescout door FC Volendam bij het Amsterdamse AVV Zeeburgia. In 2021 maakte hij de overstap naar Ajax Op 29 augustus 2022 kreeg Wolff, op 16-jarige leeftijd, zijn eerste profcontract aangeboden bij Ajax. Op 18 september 2023 mocht hij zijn debuut maken in het betaald voetbal voor Jong Ajax, tegen Jong AZ (2-5). Hij kwam in de 73e minuut in de ploeg voor David Kalokoh. Een jaar later, op 4 oktober 2024, maakte Wolff zijn eerste doelpunt voor de club, tegen Helmond Sport. Op aangeven van Gerald Alders maakte hij de openingstreffer. De wedstrijd eindigde in 1-1.

## Statistieken
| Seizoen | Club      | Competitie     | Competitie | Competitie | Beker | Beker | Overig | Overig | Totaal | Totaal |
| Seizoen | Club      | Competitie     | Wed.       | Dlp.       | Wed.  | Dlp.  | Dlp.   | Dlp.   | Wed.   | Dlp.   |
| ------- | --------- | -------------- | ---------- | ---------- | ----- | ----- | ------ | ------ | ------ | ------ |
| 2023/24 | Jong Ajax | Eerste divisie | 6          | 0          | 0     | 0     | 0      | 0      | 6      | 0      |
| 2024/25 | Jong Ajax | Eerste divisie | 13         | 1          | 0     | 0     | 0      | 0      | 13     | 1      |
| Totaal  |           |                | 19         | 1          | 0     | 0     | 0      | 0      | 19     | 1      |

Bijgewerkt op 17 maart 2025.